# 발

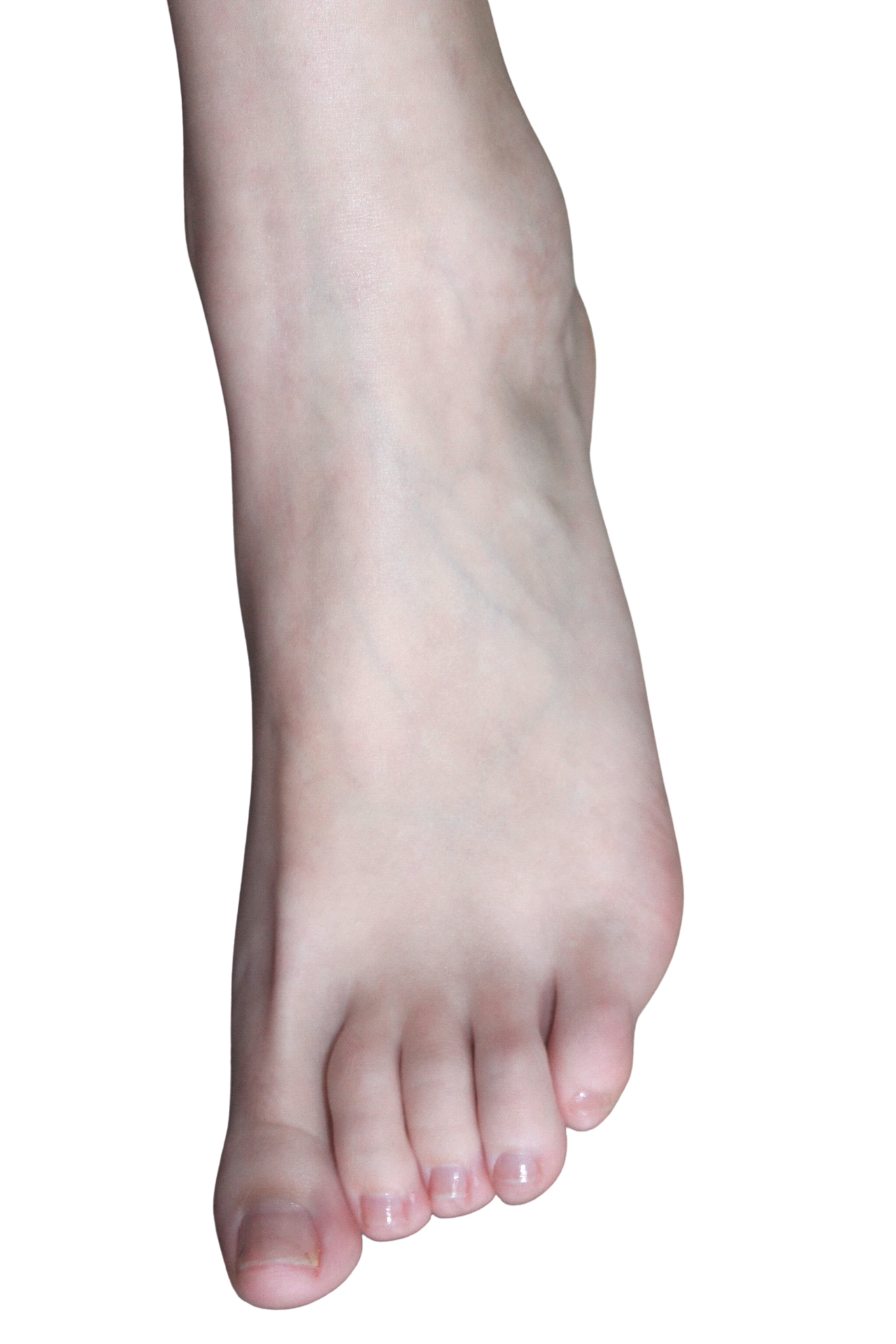
사람의 발

발은 많은 동물들이 갖고 있는 신체 부위로, 주로 이동을 할 때에 사용된다. 동물의 발은 대개 다리의 끝부분에 있으며 발목 관절을 사이에 두고 다리와 구분되어 있는 별도의 신체 부위이다. 발은 발을 구성하는 뼈들과 발을 움직이는 데 사용되는 근육, 인대, 신경, 혈관 등으로 구성되며 대개 발톱 또는 발굽이 달려 있다. 이중 혈관 신경은 움직일 때 거의 필요로 하지 않는다.

## 구조
인간의 발은 26개의 뼈, 33개의 관절(이 중 20개는 활발하게 연결되어 있음), 100개 이상의 근육, 힘줄 및 인대로 구성된 강력하고 복잡한 기계적 구조이다. 발의 관절은 발목 및 거골하 관절과 발의 지골간 관절이다. 1197명의 북미 성인 백인 남성(평균 연령 35.5세)을 대상으로 한 인체 측정 연구에서 남성의 발 길이는 26.3cm, 표준 편차는 1.2cm인 것으로 나타났다.
발은 크게 뒷발, 중간발, 앞발로 나눌 수 있다.
뒷발은 거골(또는 발목뼈)과 종골(또는 발뒤꿈치뼈)로 구성된다. 다리 아래쪽의 두 개의 긴 뼈인 경골과 비골은 거골의 상단과 연결되어 발목을 형성한다. 거골하 관절의 거골에 연결되어 있는 발의 가장 큰 뼈인 종골은 아래 지방층에 의해 완충 역할을 한다.
발 중앙의 불규칙한 5개 뼈, 직육면체, 주상골, 3개의 설상골이 충격을 흡수하는 역할을 하는 발의 아치를 형성한다. 중족부는 근육과 족저근막으로 뒷발과 앞발과 연결되어 있다.
앞발은 5개의 발가락과 중족골을 형성하는 5개의 근위 긴 뼈로 구성된다. 손의 손가락과 마찬가지로 발가락의 뼈를 지골이라고 하며, 엄지발가락에는 2개의 지골이 있고 다른 네 발가락에는 각각 3개의 지골이 있다. 지골 사이의 관절을 지절간이라고 하고 중족골과 지골 사이의 관절을 중족지절(MTP)이라고 한다.
발 중앙과 앞발은 모두 배면(서 있을 때 위쪽을 향한 영역)과 평면(서 있을 때 아래쪽을 향한 영역)을 구성한다.
발등은 발가락과 발목 사이에 있는 발등의 아치형 부분이다.
발을 이루는 뼈의 구조는 아래의 그림과 같다.
1. 발목
2. 발꿈치뼈
3. 발등
4. 척골
5. 발가락뼈

### 발뼈
- 발뼈 52개
  - 발목뼈(족근골, tarsal bone) 14개
    - 목발뼈(거골, talus) 2개
    - 발꿈치뼈(종골, calcaneus) 2개
    - 발배뼈(주상골, navicular bone) 2개
    - 쐐기뼈 6개
      - 안쪽 쐐기뼈(제1 설상골, first (medial) cuneiform) 2개
      - 중간 쐐기뼈(제2 설상골, second (intermediate) cuneiform) 2개
      - 가쪽 쐐기뼈(제3 설상골, third (lateral) cuneiform) 2개

    - 입방뼈(입방골) 2개

  - 발허리뼈(중족골, metatarsal) 10개
  - 발가락뼈(족지골, phalanges) 28개

## 발의 부위
- 뒤꿈치
- 발등
- 발바닥
- 발가락
- 발톱

## 발 질환
- 무지외반증
- 무좀
- 족적 근막염

## 같이 보기
- 인체 골격
- 발 페티시즘
- 거스러미